# René Andrle
René Andrle (* 1. dubna 1974 Litoměřice) je bývalý profesionální silniční cyklista. Ve své kariéře se účastnil čtyř Grand Tours – Giro d'Italia (2005 a 2006), Tour de France (2003) a Vuelta a España (2004) a Olympijských her (2004). Jeho největším úspěchem je vítězství na mistrovství republiky v roce 1995.
Po ukončení kariéry jezdce se roku 2009 vydal na dráhu sportovního ředitele. Jeho aktuálním působištěm je WorldTour tým Israel–Premier Tech. Po konci reprezentačního trenéra Tomáše Konečného zastával René dočasně od začátku září 2022 jeho funkci. V lednu 2024 byl již na trvalo na tuto pozici jmenován Petr Kaltofen, a tím Andrleho působení u reprezentace skončilo.
Je také jedním ze stálých expertů České televize na silniční cyklistiku.

## Úspěchy[4]

### 1995
- Mistr České republiky v silničním závodu mužů

### 1996
- 2. na Mistrovství České republiky v silničním závodu mužů

### 1997
- Vítěz 6. etapy na Kolem Rakouska

### 1999
- Vítěz 3. etapy na Ytong Bohemia Tour

### 2000
- Celkový vítěz Okolo Slovenska
  - vítěz 5. etapy

### 2002
- Vítěz 5. etapy na Vuelta a Murcia

### 2004
- 3. na Mistrovství České republiky v silničním závodu mužů
- Olympijské hry
  - 55. v silničním závodu
  - 16. v časovce

### 2006
- Vítěz 6. etapy Dookoła Mazowsza
- 3. na Mistrovství České republiky v silničním závodu mužů

### 2007
3. v časovce na Mistrovství České republiky

### Umístění v celkové klasifikaci na Grand Tours
| Grand Tour      | 2001 | 2002 | 2003 | 2004 | 2005 |
| --------------- | ---- | ---- | ---- | ---- | ---- |
| Giro d'Italia   | 62   | —    | —    | —    | 62   |
| Tour de France  | —    | —    | 83   | —    | —    |
| Vuelta a España | —    | —    | —    | 110  | —    |

| —   | Neúčastnil se |
| DNF | Nedokončil    |